# Ambassade d'Iran aux États-Unis
L'ambassade d'Iran aux États-Unis est la représentation diplomatique de l'Iran aux États-Unis avant la Révolution islamique et la crise des otages en 1979-80. Elle était située à Washington, la capitale du pays.

## Siège

### Situation
Les bâtiments qui l'abritait sont situés au 3003-3005 Massachusetts Avenue, au cœur du quartier de Woodland Normanstone, dans le nord-ouest de Washington.

### Bâtiments

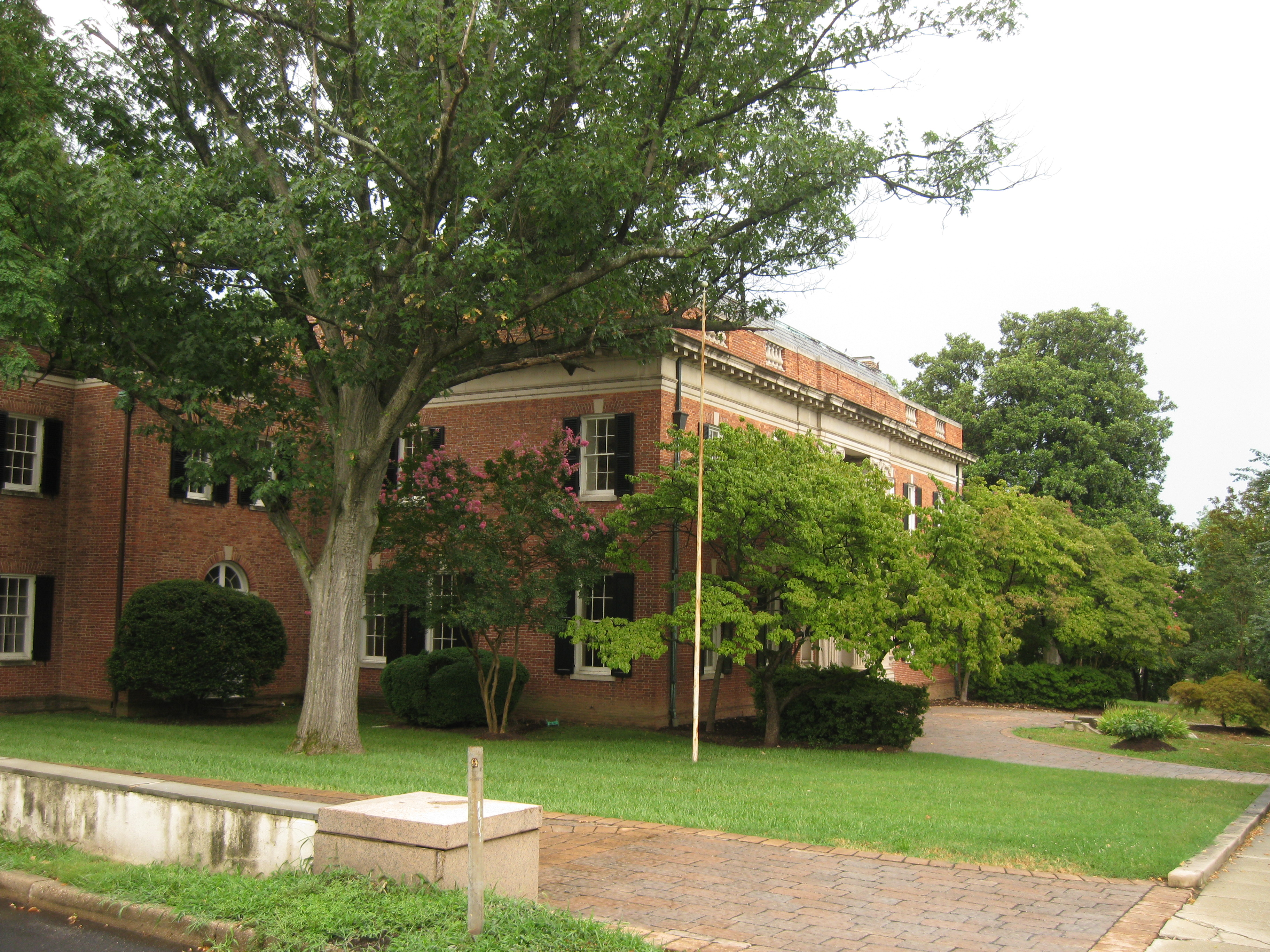
L'ambassade construite en 1934.

Le premier bâtiment de l'ambassade est construit en 1934 dans un style géorgien. En 1959, un second édifice plus imposant est construit à côté et abrite les services et les salons de réception de l'ambassade cependant que l'ancien demeure la résidence de l'ambassadeur.

## Histoire

### Relations entre les États-Unis et la Perse (1883-1934)
En raison de la doctrine Monroe, les États-Unis ne sont guère intéressés par l’Iran.

### Relations entre les États-Unis et l'empire d'Iran (1934-1979)
Jusqu’à la Seconde Guerre mondiale, les relations diplomatiques entre ces deux pays sont plutôt cordiales. Certains constitutionnels iraniens considèrent les Américains comme la Troisième force face à la domination et l’ingérence britannique.

### Relations entre les États-Unis et la République islamique d'Iran (depuis 1979)
Après l'instauration de la République islamique en 1979, les relations se tendent entre les deux pays. La crise des otages aggrave la situation et le 7 avril 1980, la rupture est consommée et l'ambassade fermée.
Une section d'intérêt de l'Iran, jouant de facto le rôle de représentation diplomatique, est abritée par l'ambassade du Pakistan à Washington. Quant aux bâtiments de l'ancienne ambassade, ils sont toujours la propriété de l'Iran et sont maintenus en l'état et entretenus par le département d'État américain.

## Ambassadeurs d'Iran aux États-Unis
- 1886 : Haji Washington
- 17 mai 1897 : Mirza Alinaghi Khan (ambassadeur extraordinaire en mission spéciale)
  - août 1897 : mission terminée
  - 11 décembre 1900 : ouverture d'une légation
- 11 décembre 1900 : général Isaac Khan, envoyé extraordinaire et ministre plénipotentiaire (E.E. et M.P.)
- juin 1904 : général Morteza Khan  (E.E. et M.P.)
- 24 février 1905 : E.E. and M.P.
- 31 août 1910 : Mirza Ali-Gholi Khan (chargé d'affaires, par intérim)
- 17 mars 1914 : Mehdi Khan (E.E. et M.P.)
- 25 avril 1918 : Mirza Ali-Gholi Khan, Nabil-ed-Dovleh (chargé d'affaires, par intérim)
- 18 juin 1919 : Mirza Abdul Ali Khan, Sadigh-es-Saltaneh (E.E. et M.P.)
- 30 août 1921 : Hossein Ala'  (E.E. et M.P.)
- 5 octobre 1926 : Fathollah Khan Noury Esfandiary (chargé d'affaires, par intérim)
- 7 décembre 1926 : Mirza Davoud Khan Meftah (E.E. et M.P.)
- 17 octobre 1931 : Yadollah Azodi (chargé d'affaires)
- 12 juin 1933 : Ghaffar Djalal (E.E. et M.P.)
- 14 janvier 1936 : Hossein Ghods (chargé d'affaires, par intérim)
- 25 janvier 1939 : Ali Akbar Daftary (chargé d'affaires, par intérim)
- 11 janvier 1940 : H. Hadjeb-Davallou (responsable de la légation)
- 7 février 1940 : Mohammad Schayesteh (E.E. et M.P.)
- 19 novembre 1945 : Hossein Ala' (ambassadeur extraordinaire et plénipotentiaire)
- 8 septembre 1950 : Nasrollah Entezam (ambassadeur extraordinaire et plénipotentiaire)
- 18 septembre 1952 : Allah-Yar Saleh (ambassadeur extraordinaire et plénipotentiaire)
- 28 septembre 1953 : Abbas Aram (chargé d'affaires, par intérim)
- 22 octobre 1953 : Nasrollah Entezam (ambassadeur extraordinaire et plénipotentiaire)
- 19 janvier 1956 : Ali Amini (ambassadeur extraordinaire et plénipotentiaire)
- 14 mai 1958 : Ali Gholi Ardalan (ambassadeur extraordinaire et plénipotentiaire)
- 16 mars 1960 : Ardeshir Zahedi (ambassadeur extraordinaire et plénipotentiaire)
- 30 mars 1962 : Hossein Ghods Nakhaï (ambassadeur extraordinaire et plénipotentiaire)
- 5 avril 1963 : Mahmoud Foroughi (ambassadeur extraordinaire et plénipotentiaire)
- 11 mai 1965 : Khosrow Khosrovani (ambassadeur extraordinaire et plénipotentiaire)
- 17 mai 1967 : Hushang Ansary (ambassadeur extraordinaire et plénipotentiaire)
- 16 octobre 1969 : Amir-Aslan Afshar (ambassadeur extraordinaire et plénipotentiaire)
- 7 mars 1973 : Ardeshir Zahedi (ambassadeur extraordinaire et plénipotentiaire, jusqu'à la Révolution islamique)
- 1979 : Mehdi Haeri Yazdi (jusqu'à la crise des otages)
- 7 avril 1980 : fermeture de l'ambassade, fin des relations diplomatiques

## Sources
- (en) Cet article est partiellement ou en totalité issu de l’article de Wikipédia en anglais intitulé « Former Embassy of Iran in Washington, D.C. » (voir la liste des auteurs).